# Pete Shotton
Pour les articles homonymes, voir Shotton.
Peter Shotton dit Pete Shotton (né le 4 août 1941 à Liverpool et mort le 24 mars 2017 à Knutsford) est un homme d'affaires britannique, connu pour sa longue amitié avec l'un des cofondateurs des Beatles, John Lennon, qu'il connaît depuis l'enfance. 

## Biographie
Pete Shotton jouait du washboard au sein des Quarrymen, le groupe de skiffle de John Lennon, mais il finit par quitter le groupe parce qu'il n'aimait pas particulièrement jouer. Il est cependant resté un ami et un confident, et il travaillera plus tard chez Apple Corps, la société fondée par les Beatles[réf. nécessaire].
Son ouvrage The Beatles, Lennon and Me paru en 1984 figure dans la liste des meilleurs livres sur les Beatles d'après le magazine Rolling Stone.